# Leonardo Pavoletti
Leonardo Pavoletti (Livorno, Italia, 26 de noviembre de 1988) es un futbolista italiano que juega como delantero en el Cagliari Calcio de la Serie A italiana.

## Trayectoria

### Início de carrera y primeros equipos
Comenzó a jugar en las filas del Gruppo Sportivo C.N.F.O. (Cantiere Navale Fratelli Orlando), luego a 14 años pasa al Armando Picchi donde jugó durante 3 años. Posteriormente pasó a jugar en Viareggio, Pavia, Juve Stabia y Casale mostrando buenas capacidades: 16 goles en Serie D y 18 en C2 (ahora Liga Pro). Seguidamente fue adquirido por el Virtus Lanzan, donde con 16 goles se adjudica el título de capocannoniere en la Liga Pro Primera División 2011-2012, contribuyendo al ascenso a la Serie B.

### Sassuolo, Varese y vuelta al neroverdi
En julio de 2012 es trasferido al Sassuolo, logrando 5 goles en las primeras 4 presencias en el campeonato de Serie B. Con los neroverdi logra el ascenso a la Serie A, siendo este el primero en la historia del Sassuolo.  Durante esta temporada sufre una inhabilitación de 40 días, por dopaje, dando como resultado positivo tuaminoeptano por ingerir un Rinoflumicil, un descongestionante nasal.
El 2 de septiembre de 2013, último día del calciomercato, después dos presencias en Series A, pasa a préstamo al Varese con el derecho de redención y controriscatto. Hizo su debut seis días después, por la tercera jornada del campeonato, en la victoria 3-0 de visitante contra el Latina, donde además marcó un gol. En la jornada siguiente le anotó dos goles al Pescara en la victoria 3-2 del equipo lombardo. Concluye la temporada con 38 presencias y 24 goles (cuatro de los cuales anotó contra el Novara en los dos partidos por la salvación), resultando determinante para la permanencia en la B del club blanco-rojo.
El 17 de junio de 2014 redimió de Varese por 800.000 euros; sin embargo, dos días más tarde, el Sassuolo ejercita el derecho de controriscatto sobre el jugador. El 13 de diciembre marca su primer gol en Serie A a los 85 minutos en la derrota 2-1 ante el Palermo.

### Genoa CFC
El 30 de enero de 2015, junto con Lorenzo Ariaudo, son trasferidos al Genoa a préstamo con legislación de riscatto. El 9 de febrero hace su debut, en la victoria 1-0 sobre la Lazio, sustituyendo a Mbaye Niang al 71 minuto de juego. El 15 de abril marca su primer gol con el Genoa, en el 2-0 ante Parma. Cierra la temporada en el rossoblù con 6 goles en 10 partidos disputados, contribuyendo a la sexta posición del Genoa.
El 7 de julio de 2015 el Genoa hace uso de su opción de compra por 4 millones de euros y firma un contrato que lo liga a los Grifos hasta 2019. Concluye la temporada como sexto en la tabla de goleadores con 14 goles en 25 presencias, resultando el major cannoniere italiano de la temporada.

### SSC Napoli
El 3 de enero de 2017 fue transferido al Napoli, para suplantar al polaco Arkadiusz Milik que estaba lesionado.

## Selección nacional
El 16 de mayo de 2016 recibe su primera convocatoria con la selección nacional de Antonio Conte para las prácticas de preparación a la Eurocopa, sin embargo, no termina siendo elegido para la preselección de los 30 jugadores. El 27 de agosto de 2016 fue convocado por el nuevo entrenador Giampiero Ventura, para el partido amistoso ante Francia y para el partido por la Clasificación de UEFA para la Copa Mundial ante Israel.
El 26 de marzo de 2019 debutó, con gol incluido, en el partido de clasificación para la Eurocopa 2020 ante Liechtenstein.

## Estadísticas

### Clubes
| Armando Picchi · Italia                                                                            | 4.ª                 | 2005-06             | 9   | 0   | 0  | 0 | - | - | 9   | 0   | 0,00 |
| Armando Picchi · Italia                                                                            | 4.ª                 | 2006-07             | 29  | 4   | 1  | 0 | - | - | 30  | 4   | 0,13 |
| Armando Picchi · Italia                                                                            | 4.ª                 | 2007-08             | 30  | 12  | 2  | 0 | - | - | 32  | 12  | 0,37 |
| Armando Picchi · Italia                                                                            | Total club          | Total club          | 68  | 16  | 3  | 0 | - | - | 71  | 16  | 0,22 |
| F. C. Viareggio · Italia                                                                           | 3.ª                 | 2008-09             | 30  | 6   | 1  | 0 | - | - | 31  | 6   | 0,19 |
| F. C. Viareggio · Italia                                                                           | Total club          | Total club          | 30  | 6   | 1  | 0 | - | - | 31  | 6   | 0,19 |
| A. C. Pavia · Italia                                                                               | 3.ª                 | 2009-10             | 30  | 9   | 2  | 0 | - | - | 32  | 9   | 0,28 |
| A. C. Pavia · Italia                                                                               | Total club          | Total club          | 30  | 9   | 2  | 0 | - | - | 32  | 9   | 0,28 |
| Juve Stabia · Italia                                                                               | 3.ª                 | 2010-11             | 7   | 1   | 3  | 0 | - | - | 10  | 1   | 0,10 |
| Juve Stabia · Italia                                                                               | Total club          | Total club          | 7   | 1   | 3  | 0 | - | - | 10  | 1   | 0,10 |
| A. S. Casale · Italia                                                                              | 3.ª                 | 2010-11             | 10  | 3   | 0  | 0 | - | - | 10  | 3   | 0,30 |
| A. S. Casale · Italia                                                                              | Total club          | Total club          | 10  | 3   | 0  | 0 | - | - | 10  | 3   | 0,30 |
| Virtus Lanciano · Italia                                                                           | 3.ª                 | 2011-12             | 36  | 16  | 0  | 0 | - | - | 36  | 16  | 0,44 |
| Virtus Lanciano · Italia                                                                           | Total club          | Total club          | 36  | 16  | 0  | 0 | - | - | 36  | 16  | 0,44 |
| U. S. Sassuolo · Italia                                                                            | 2.ª                 | 2012-13             | 33  | 11  | 3  | 1 | - | - | 36  | 12  | 0,33 |
| U. S. Sassuolo · Italia                                                                            | Total club          | Total club          | 33  | 11  | 3  | 1 | - | - | 36  | 12  | 0,33 |
| A. S. Varese · Italia                                                                              | 2.ª                 | 2013-14             | 38  | 24  | 1  | 0 | - | - | 39  | 24  | 0,61 |
| A. S. Varese · Italia                                                                              | Total club          | Total club          | 38  | 24  | 1  | 0 | - | - | 39  | 24  | 0,61 |
| U. S. Sassuolo · Italia                                                                            | 1.ª                 | 2014-15             | 9   | 1   | 3  | 0 | - | - | 12  | 1   | 0,08 |
| U. S. Sassuolo · Italia                                                                            | Total club          | Total club          | 9   | 1   | 3  | 0 | - | - | 12  | 1   | 0,08 |
| Genoa C. F. C. · Italia                                                                            | 1.ª                 | 2014-15             | 10  | 6   | 0  | 0 | - | - | 10  | 6   | 0,60 |
| Genoa C. F. C. · Italia                                                                            | 1.ª                 | 2015-16             | 25  | 14  | 1  | 1 | - | - | 26  | 15  | 0,57 |
| Genoa C. F. C. · Italia                                                                            | 1.ª                 | 2016-17             | 9   | 3   | 1  | 1 | - | - | 10  | 4   | 0,40 |
| Genoa C. F. C. · Italia                                                                            | Total club          | Total club          | 44  | 23  | 2  | 2 | - | - | 46  | 25  | 0,54 |
| S. S. C. Napoli · Italia                                                                           | 1.ª                 | 2016-17             | 1   | 0   | 2  | 0 | 0 | 0 | 3   | 0   | 0,00 |
| S. S. C. Napoli · Italia                                                                           | Total club          | Total club          | 1   | 0   | 2  | 0 | 0 | 0 | 3   | 0   | 0,00 |
| Total en su carrera                                                                                | Total en su carrera | Total en su carrera | 306 | 110 | 20 | 3 | - | - | 326 | 113 | 0,34 |
| (1) Incluye Copa Italia. (2) Media de goles por encuentro. No incluye goles en partidos amistosos. |                     |                     |     |     |    |   |   |   |     |     |      |

## Palmarés

### Distinciones individuales
| Distinción                                                | Año  |
| --------------------------------------------------------- | ---- |
| Máximo goleador de la Lega Pro Prima Divisione (15 goles) | 2012 |